# The Chain (chanson)
Pour les articles homonymes, voir The Chain.
The Chain est une chanson du groupe de rock anglo-américain Fleetwood Mac, sortie sur leur album Rumours en 1977.
C'est la seule chanson de l'album créditée avec les noms de tous les membres du groupe (Stevie Nicks, Lindsey Buckingham, Christine McVie, John McVie et Mick Fleetwood).

## Composition
The Chain a été créée à partir de combinaisons de plusieurs matériaux précédemment rejetés, dont le travail solo de Buckingham, Nicks et Christine McVie. Il a été assemblé, souvent manuellement, en épissant des bandes avec une lame de rasoir, au Record Plant Studios de Sausalito, en Californie, avec les ingénieurs du son Ken Caillat et Richard Dashut.
Après le succès critique et commercial de Rumours, The Chain est devenu l'une des musiques incontournables des concerts du groupe, et a été présenté comme le premier titre de The Dance, un CD-DVD de 1997, ainsi que plusieurs compilations de grands succès. Il a acquis une renommée particulière au Royaume-Uni, où la section instrumentale est utilisée comme générique d'ouverture pour la BBC et Channel 4 pour les retransmissions de la Formule 1,.
La chanson est présente entre autres dans les films Les Gardiens de la Galaxie Vol. 2 (2017) et Moi, Tonya (2017).